# Neptis clarei
Neptis clarei är en fjärilsart som beskrevs av Sheffield Airey Neave 1904. Neptis clarei ingår i släktet Neptis och familjen praktfjärilar. Inga underarter finns listade i Catalogue of Life.